# Sara Haden
Sara Haden (ur. 17 listopada 1899 w Galveston, zm. 15 września 1981 w Los Angeles) – amerykańska aktorka filmowa i telewizyjna. Popularność przyniosła jej rola ciotki Milly Forrest w serii filmów MGM o Andym Hardym, w którego wcielił się Mickey Rooney.

## Wybrana filmografia
- 1934: Biały pochód - panna Harrington
- 1936: Moja gwiazdeczka - Agatha Morgan
- 1940: Sklep za rogiem - Flora
- 1940: Gorączka nafty - panna Barnes
- 1942: Odnajdę cię wszędzie - panna Coultier
- 1942: Kobieta roku - matrona
- 1946: Kobieta wilk z Londynu - Martha Winthrop
- 1947: Żona biskupa - Mildred Cassaway
- 1949: Big Cat - pani Mary Cooper